# 쉐보레 콜벳 C8
쉐보레 콜벳 C8(영어: Chevrolet Corvette C8) 또는 쉐보레 콜벳 C8 스팅레이(영어: Chevrolet Corvette C8 Stingray)는 쉐보레에서 2020년부터 생산 중인 스포츠카이다.
레이싱 버전인 쉐보레 콜벳 C8.R은 2019년 7월에 데뷔하여 2023년 FIA 세계 내구 챔피언십에서 우승하였다.

## 개요
C8은 이전 모델에 사용된 판 스프링 대신 완전히 새로운 알루미늄 구조와 코일 오버 스프링을 사용하여 이전 코르벳과 크게 다른 디자인을 특징으로 한다. 외부는 더 큰 공기 흡입구와 눈에 띄는 측면 스쿠프를 포함하여 보다 공격적인 공기 역학을 특징으로 한다. 트렁크는 후면에 위치하고 있으며 차량 전면에는 추가 수납 공간이 있다. 이를 결합하면 C7보다 2 세제곱피트 (57 L) 적은 13 세제곱피트 (370 L)의 화물 공간이 제공된다.

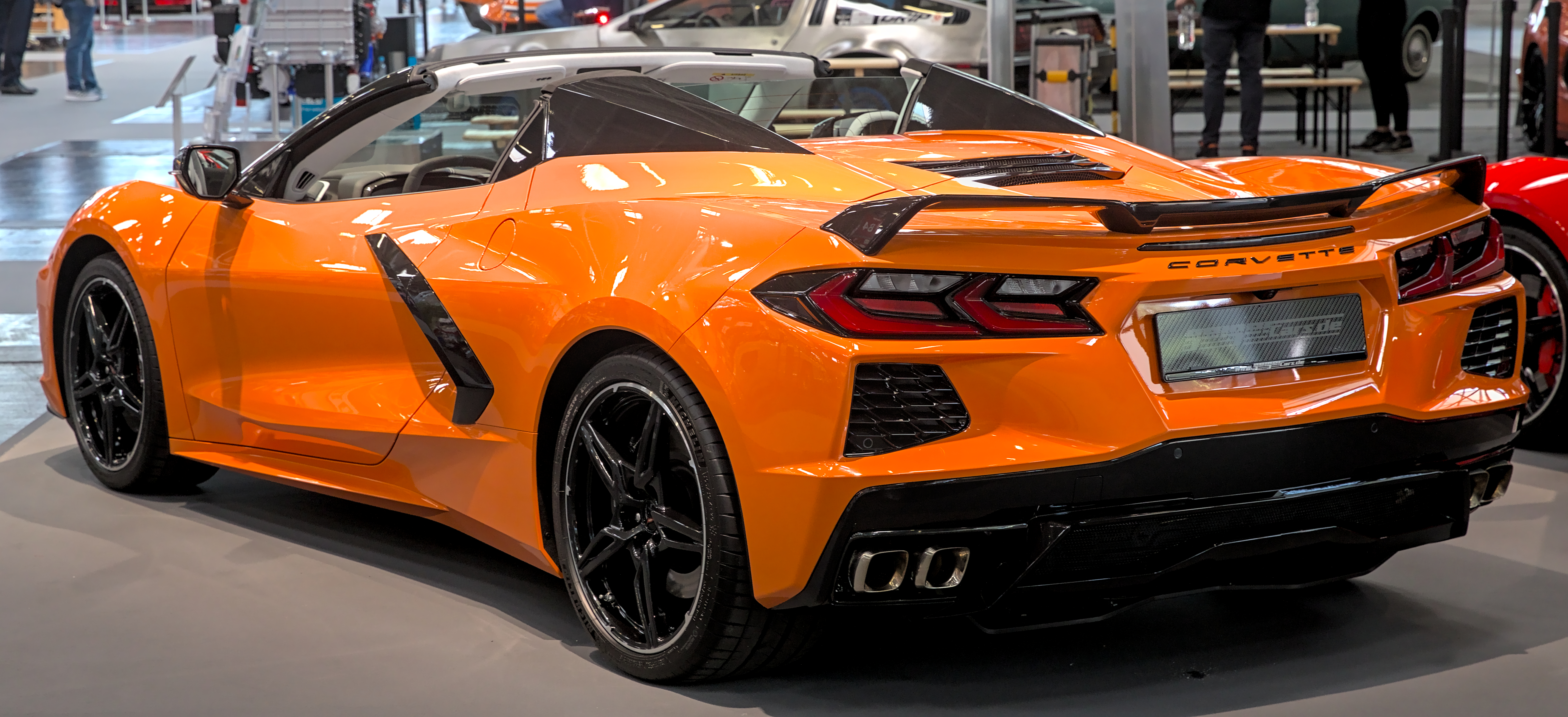
코르벳 C8 컨버터블
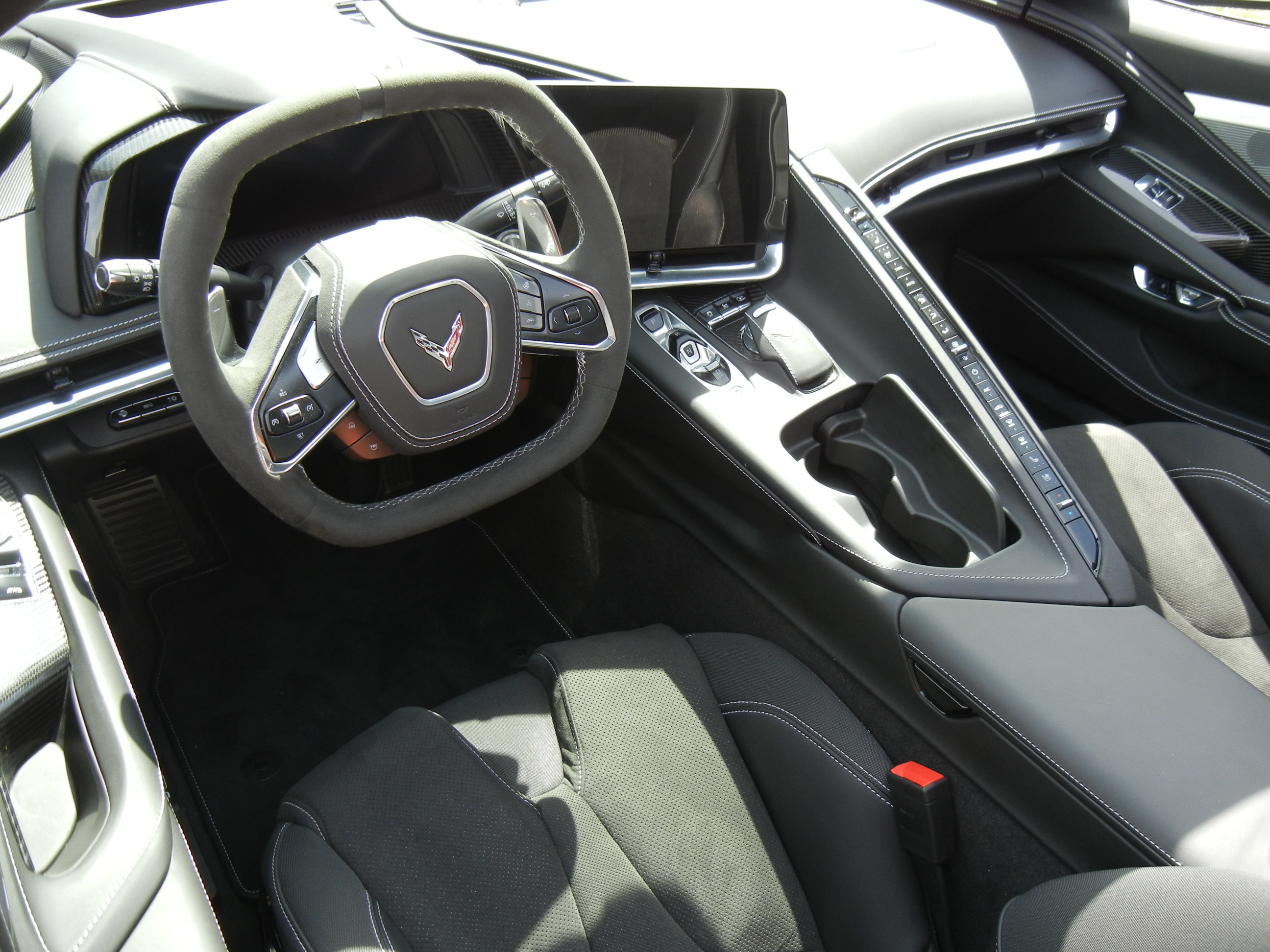
내부

## 연식 변경 사항

### 2020년식
콜벳 C8의 첫 양산형 모델은 새로운 중간 장착 6.2L LT2 V8 엔진이 장착된 스팅레이다. 2도어 타르가 탑 또는 개폐식 하드톱 컨버터블 사양이 존재하다. 타르가 탑은 바디 컬러, 투명 또는 가시 탄소 섬유로 제공된다.

### 2021년식

#### 트림 레벨 및 옵션
2021년식은 2020년 출시 연도에 따른 변경 사항 목록이 표시되었으며 롱비치 레드 메탈릭 틴트코트 및 블레이드 실버 메탈릭은 존재하지 않는다. 2021년식은 두 가지 새로운 색상이 추가되었다. 레드 메탈릭 틴트코트와 블레이드 실버 메탈릭이 프리미엄 색상 옵션으로 추가되었다. 또한 전장 레이싱 스트라이프에는 4가지 새로운 색상 옵션이 있다.

#### 양산형
2021년식은 2020년식의 생산 연장으로 인해 2020년 12월 8일에 생산을 시작하였다.2021년식 모델은 부품 제약으로 인해 생산 문제가 발생했다.쉐보레는 또한 2021년형 중반에 기본 가격을 $60,995로 1,000달러 더 인상했다.

### 2022년식
LT2는 새로운 연료 펌프와 인젝터를 특징으로 하는 2022년식의 연료 관리 시스템 업그레이드를 확인하였으며. 기본 가격도 공급자 비용 증가를 보상하기 위해 $1200 인상되었다. 2022년에는 1000대 한정 생산했던 새로운 IMSA GTLM 챔피언십 에디션 패키지가 도입되었다.
색상은 카페인 메탈릭, 앰플리파이 오렌지 틴트코트 및 하이퍼소닉 그레이가 새로운 색상 옵션으로 도입되었다.

### 2023년식
2022년 봄에 2023년식 모델 생산을 시작했다. 2023년에는 생산 연도 초반에 여러 가격 인상이 있었다. 3월에는 2023년형의 기본 가격이 1,000달러 인상될 것이라고 발표되었으며 5월에 목적지 요금이 100달러가 약간 증가했다. 2023년 구성기의 생산 시작 및 출시 동안 GM은 2023 코르벳의 기본 가격을 $2300 인상하여 새로운 기본 가격을 $65,595로 만들었다.여러 패키지와 옵션에서 가격이 인상되고 조정되었다.
2023년에는 출시 70주년을 기념하여 스페셜 에디션 변형도 존재하다. 2023년형 콜벳 스링레이 70주년 에디션은 3LT 트림 레벨에서 5,995 달러의 패키지이다. 스페셜 에디션은 화이트 펄 메탈릭 트라이코트 및 카본 플래시 메탈릭의 2가지 고급 색상으로 제공되었다. 또한 패키지에는 미국 시장에서 차량 70주년을 기념하는 특수 휠, 배지 및 빈 시퀀스가 함께 제공되었다.
2023년형 코르벳 제품에 추가된 또 다른 쉐보레는 2023년형 코르벳 Z06을 출시하였다. 생산 연도의 중간에 시작할 예정인 Z06 변종은 지금까지 생산된 것 중 가장 높은 마력의 자연 흡기 V8을 탑재했으며 5.5L 플랫 패널 크랭크 5.5L LT6 엔진이 함께 제공되어 670마력과 460파운드 피트의 토크를 생성한다.

### 2024년식
2023년 여름에 2024년식이 출시되었다. 기본 가격은 64,500달러에서 66,300달러(1,800달러 인상)로 올랐고, C8 Z06의 가격은 105,300달러에서 108,100달러(2,800달러 인상)로 올랐다. 한정판 패키지는 추가되지 않았지만, 일부 추가 옵션이 추가되었다. 예를 들어, 더 많은 탄소 섬유 요소 (예: 탄소 섬유 하이 윙 및 도어 미러 캡)가 2LT 트림에 추가되었고, Z06 하이 윙 스타일의 새로운 탄소 섬유 스포일러가 기본 C8에 제공되고, 빨간색 트림이 있는 탄소 섬유 휠이 Z06의 최상위 옵션으로 제공된다.
2023년 여름 현재, 완전히 새로운 하이브리드 콜벳 C8 E-레이가 102,900달러부터 주문 가능하나 초기 생산은 제한적이다.

## 생산 대수
| 연식   | 스팅레이 | 스팅레이 | Z06   | Z06      | 합계   |
| 연식   | 쿠페     | 컨버터블 | 쿠페  | 컨버터블 | 합계   |
| ------ | -------- | -------- | ----- | -------- | ------ |
| 2020년 | 16,787   | 3,581    |       |          | 20,368 |
| 2021년 | 15,112   | 11,104   |       |          | 26,216 |
| 2022년 | 13,451   | 12,380   |       |          | 25,831 |
| 2023년 | 24,834   | 22,538   | 3,109 | 3,304    | 53,785 |

## 비디오 게임에서의 등장
- 아스팔트 8: 에어본
- 아스팔트 9: 레전드
- 포르자 호라이즌 4
- 더 크루 2
- 그랜드 테프트 오토 V(GTA5)